# 司法書士法人NEW.S
司法書士法人NEW.S（しほうしょしほうじんニュース）は、日本の司法書士事務所で、東京都新宿区に主たる事務所を構えている。
現在は東京都新宿区でオフィスを運営している。「相続の窓口」というウェブサイトの運営事務局長を務めている。

## 概要
代表司法書士は長岡健太が務めている。1981年、栃木県宇都宮市で生まれる。神奈川県川崎市にて8年ほど情報通信系の会社員を経ながら、在勤中の2013年に司法書士の資格を取得。その後、都内の司法書士事務所にて司法書士業を開始。相続以外の不動産登記手続き、会社・法人の登記手続き、債務整理など、幅広く業務を行っていたが、次第に遺産相続手続きの比重が多くなる。